# 高濱寬

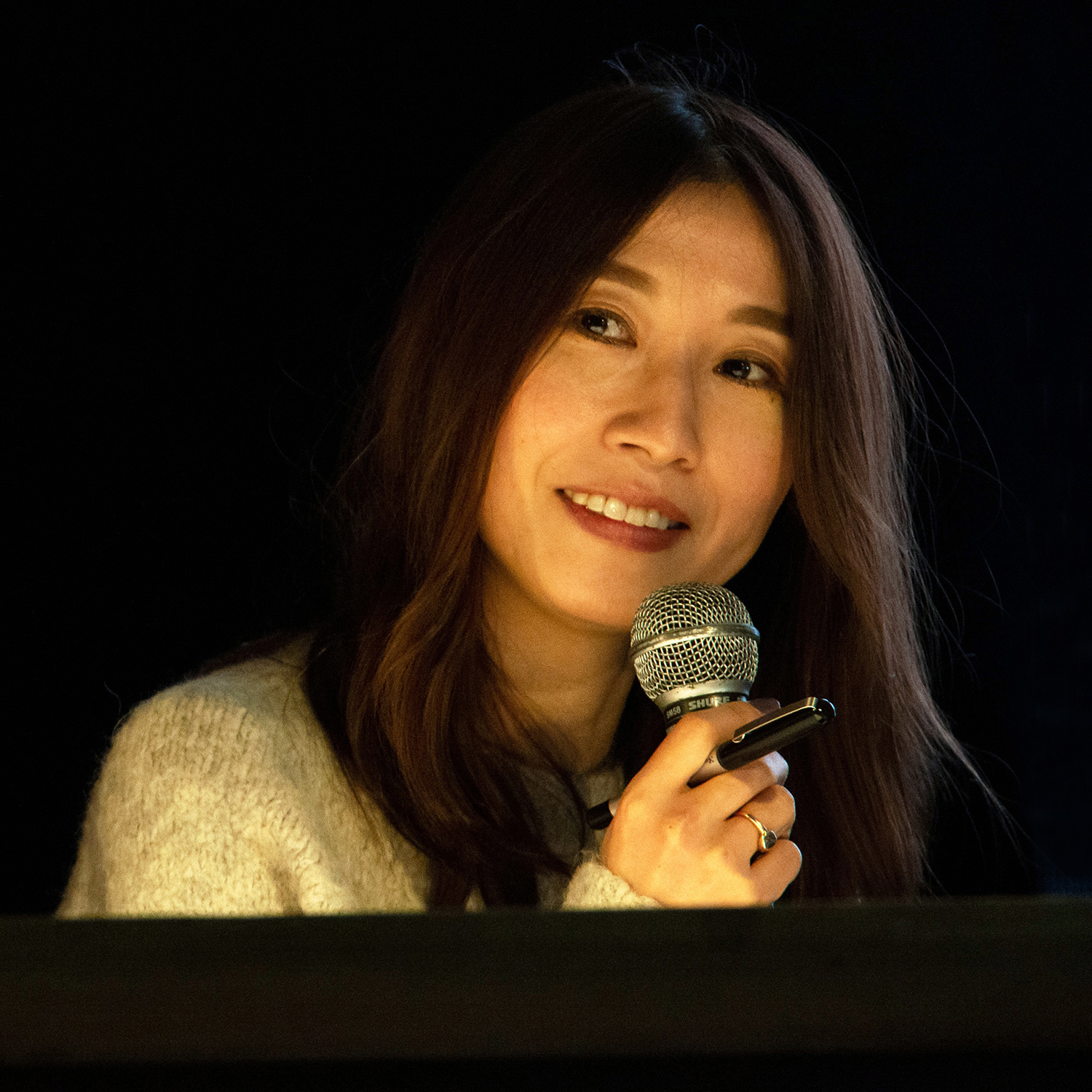
高滨宽在2020昂古莱姆国际漫画节

高濱寬（日语：高浜寛，1977年4月6日—），日本漫畫家，女性，熊本縣天草市出身，筑波大學藝術專門學群總合造形學系畢業。

## 經歷
- 〈モン・サン・ミッシェル〉獲得講談社《Morning》的「MANGA OPEN」佳作。
- 2001年1月 - 第1回ガロ大賞佳作
- 2004年 - 〈イエローバックス〉獲得美國雜誌《The Comics Journal》主辦的「2004年最佳短篇故事」
- 2018年 - 《妮克絲的提燈》獲得日本新媒體動漫藝術節漫畫部門優秀賞[2]
- 2020年 - 《妮克絲的提燈》獲得「手塚治虫文化賞漫畫大賞」[3]
- 2020年 - 西日本新聞社主辦的西日本文化賞